# Golem (film 1920)
Golem(niem. Der Golem, wie er in die Welt kam) – niemiecki film ekspresjonistyczny z 1920 roku w reżyserii Paula Wegenera i Carla Boese. Ostatnia i najbardziej znana część trylogii Wegenera, zainspirowanej legendą o Golemie i powieścią Golem Gustava Meyrinka - dwie pozostałe to Golem (niem. Der Golem, 1915, film zachował się we fragmentach) i Golem i tancerka (niem. Der Golem und die Tänzerin, 1917, film się nie zachował). Prequel pierwszego filmu trylogii. Jest uznawany za jeden z pierwszych horrorów w historii kina oraz za jeden z klasycznych niemieckich filmów niemych.
Film ten był odebrany jako antysemicki, na skutek protestu środowisk żydowisk został ostatecznie zdjęty z ekranu, w wyniku czego zobaczyło go niewielu widzów.  

## Fabuła
Praga, XVI wiek. Rabin Löw za pomocą astrologii dowiaduje się, że cesarz rzymski Luhois postanowił zlikwidować getto praskie i wypędzić Żydów z miasta. Löw lepi z gliny Golema. Stworzenie to może zostać ożywione dzięki tajemnej wiedzy i powinno chronić naród żydowski. Golem i inne nadprzyrodzone zjawiska zostają zademonstrowane cesarzowi. Wskutek tego odstępuje on od swojego zamiaru i pozwala Żydom pozostać w Pradze. Rabin jednak wyczytuje z gwiazd, że Golem wkrótce okaże się zagrożeniem dla narodu, który miał chronić.

## Obsada
- Paul Wegener – Golem
- Albert Steinrück – rabin Löw
- Lyda Salmonova – Miriam
- Ernst Deutsch – Famulus
- Lothar Müthel – junkier Florian
- Max Kronert – pedel
- Hans Sturm – rabin Jehuda
- Otto Gebühr – cesarz
- Doris Paetzold – cesarska metresa
- Greta Schröder – pokojówka
- Fritz Feld – błazen
- Loni Nest – dziewczynka